# 유융
유융(중국어: 尤勇, 병음: Yóu Yǒng, 1963년 12월 13일 ~ )은 중국의 배우, 텔레비전 배우이다. 산시성 시안시에서 태어났으며 상하이 희극학원을 졸업했다.

## 방송
- 후해불시해
- 평범적세계
- 일복이주
- 화개반하
- 초한지

## 영화
- 평범적세계 (2015년)
- 일복이주 (2014년)
- 마약전쟁 (2013년)
- 초한지 (2012년) - 옹치 역
- 우런바오 (2012년)
- 풍화일려 (2012년) - 유운석 역
- 화개반하 (2012년)
- 담배는 끊어도 술은 못끊어 (2011년)
- 전학삼 (2011년)
- 손자대전 (2010년) - 합려 역
- 건국대업 (2009년) - 바이충시 역
- 적벽대전 2부 - 최후의 결전 (2009년) - 유비 역
- 경한 (2008년)
- 호접비 (2008년)
- 적벽대전 1부 - 거대한 전쟁의 시작 (2008년) - 유비 역
- 신조협려 (2006년)
- 흑사회 2 (2006년)
- 흑사회 (2005년)
- 여포와 초선 - 접무천애 (2004년) - 장역 역
- 천하무적 (2004년)
- 크래쉬 랜딩 (2000년)
- 용성정월 (1997년)
- 태양유이 (1996년)